# Hymenophyllum cruentum
Hymenophyllum cruentum är en hinnbräkenväxtart som beskrevs av Antonio José Cavanilles. Hymenophyllum cruentum ingår i släktet Hymenophyllum och familjen Hymenophyllaceae. Inga underarter finns listade.

## Bildgalleri

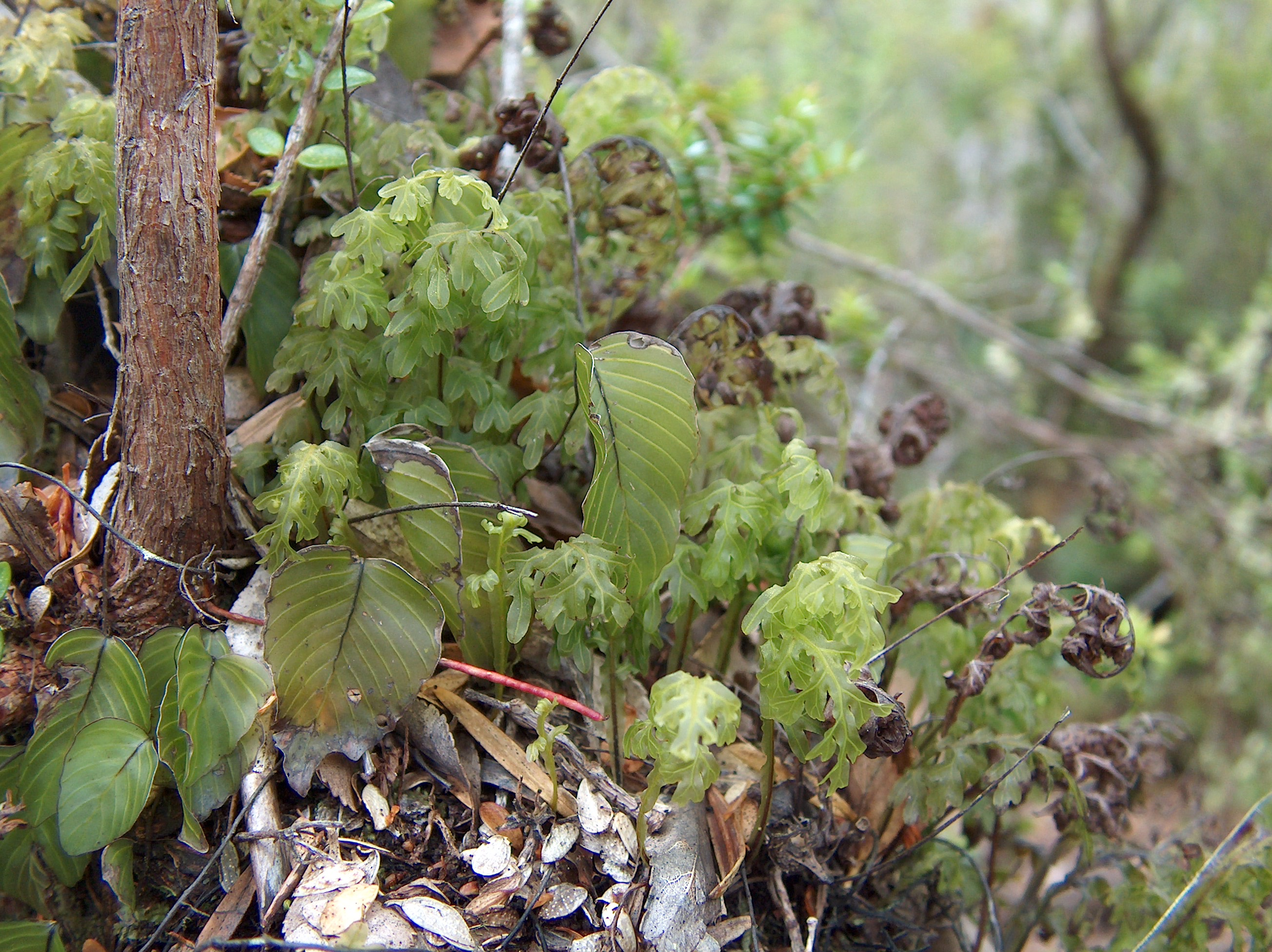
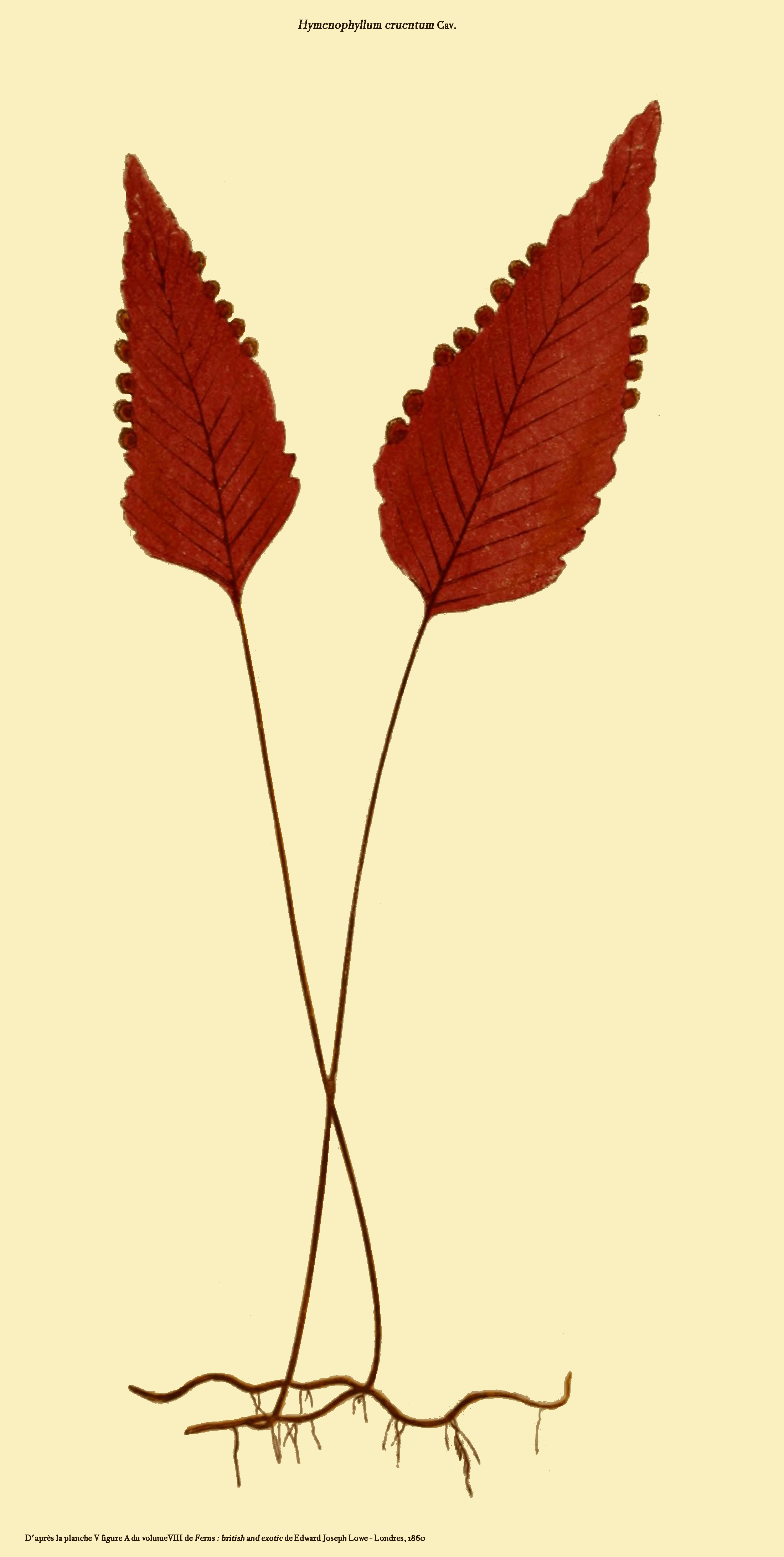